# Morris DeGroot
Pour les articles homonymes, voir DeGroot.
Morris Herman DeGroot (8 juin 1931 – 2 novembre 1989) est un statisticien américain.

## Biographie
Né à Scranton, en Pennsylvanie, DeGroot est diplômé de l'Université Roosevelt et obtient une maîtrise et un doctorat de l'Université de Chicago. DeGroot rejoint l'Université Carnegie-Mellon, en 1957 et devient Professeur d'Université, le plus haut poste de professeur de l'école.
Il a été le fondateur et rédacteur en chef de la revue Statistical Science.

## Travaux universitaires
Il a écrit six livres, édité quatre volumes et il est l'auteur de plus d'une centaine d'articles. La plupart de ses recherches portent sur la théorie de la décision rationnelle de décision sous incertitude. Son Optimal Statistical Decisions, publié en 1970, est toujours reconnu comme l'un des grands ouvrages dans le domaine. Son cours sur la théorie de la décision statistique enseigné à l'université Carnegie-Mellon a influencé Edward C. Prescott et Robert Lucas Jr, deux personnalités influentes dans le développement de la nouvelle économie classique et la théorie des cycles réels. Le texte de DeGroot de premier cycle, Probability and Statistics, publié en 1975, est largement reconnu comme un classique des manuels scolaires.

### Publications
- DeGroot, M. H. & M. J. Schervish (2011), Probability and Statistics, 4e édition, Pearson,  (ISBN 978-0-3215-0046-5)
- DeGroot, M. H. & M. J. Schervish (2011), Student Solutions Manual for Probability and Statistics, Pearson,  (ISBN 978-0-3217-1598-2)
- (en) DeGroot, M.H. and M.J. Schervish, Probability and Statistics, Addison-Wesley, 2002, third éd. (ISBN 978-0-201-52488-8)
- DeGroot, M. H. (1989), Probability and Statistics, 2e Éd, Addison-Wesley,  (ISBN 978-0-2011-1366-2)
- DeGroot, Morris H., Optimal Statistical Decisions. Wiley Classiques De La Bibliothèque. 2004. (Publié à l'origine (1970) par McGraw-Hill.)  (ISBN 0-471-68029-X).
- DeGroot, M. H., S.E. Fienberg & J. B. Kadane (1994), Statistics and the Law (1994), Wiley,  (ISBN 978-0-4710-5538-9)
- DeGroot, M.H. et Richard Cyert, Bayesian Analysis and Uncertainty in Economic Theory, Rowman & Littlefield, 1987, 206 p. (ISBN 978-0-8476-7471-8, lire en ligne)

## Prix et distinctions
DeGroot est membre de la Société américaine de statistique, l'Institut de statistique mathématique, l'Institut international de statistique, la Société d'économétrie et l'Association américaine pour l'avancement des sciences.
Le Prix DeGroot de la Société internationale d'analyse bayésienne (ISBA) est nommé en son honneur.